# Okuyama Takuro
Takuro Okuyama (sinh ngày 27 tháng 10 năm 1983) là một cầu thủ bóng đá người Nhật Bản.

## Sự nghiệp câu lạc bộ
Takuro Okuyama đã từng chơi cho Thespa Kusatsu.